# Nilo Procópio Peçanha
Nilo Procópio Peçanha est un homme d'État brésilien (Campos dos Goytacazes, Rio de Janeiro, 2 octobre 1867 - Rio de Janeiro, 31 mars 1924). Il occupe la présidence de la République après la mort d'Afonso Augusto Moreira Pena, le 14 juin 1909, et gouverne jusqu'au 15 novembre 1910.

## Biographie
Nilo Peçanha est né en octobre 1867, de Sebastião de Sousa Peçanha, et de Joaquina Anália de Sá Freire, avec des ancêtres en partie d'origine africaine. Il est l'un des sept frères et sœurs (cinq garçons et deux filles). Sa famille vivait dans la pauvreté dans un quartier isolé et misérable de Campos dos Goytacazes, Morro do Coco (pt), et s'est installée dans le centre-ville lorsque Peçanha a commencé l'enseignement primaire. Mulâtre, il sera souvent attaqué durant son parcours pour sa couleur de peau. 
Il termine ses études fondamentales dans sa cité, le droit à São Paulo et, ensuite, à Recife où il reçoit son diplôme. Il participe aux campagnes abolitionnistes et républicaines. Il débute dans la  politique en 1890, élu à l'assemblée constituante. En 1903, il est successivement sénateur et président de l'État de Rio de Janeiro jusqu'en 1906 lorsqu'il est élu vice-président d'Afonso Pena. En 1909, à la mort de ce dernier, il assume la présidence. Selon certains universitaires, ses photos ont été souvent retouchées pour blanchir sa peau sombre. La même année, il inaugure le 14 juillet 1909, le nouveau Théâtre municipal de Rio de Janeiro.
Son gouvernement est marqué par ses divergences avec José Gomes Pinheiro Machado, dirigeant du Parti républicain conservateur (Partido  Republicano Conservador). À l'occasion de la campagne civiliste, les conflits entre les oligarchies des États augmentèrent, surtout Minas Gerais et São Paulo. Nilo Peçanha créa le Ministère de l'Agriculture, Commerce et Industrie, le Service de Protection aux Indiens (Brésil) (SPI) et inaugure, au Brésil, l'enseignement technique. Il administre la crise de la Première Guerre mondiale et commence l'assainissement de la  Baixada Fluminense. 
À la fin de son mandat, il revient au Sénat et, deux ans plus tard, il est de nouveau élu président de l'État de Rio de Janeiro. Il renonce à son mandat en 1917 pour devenir Ministre des Relations extérieures. En 1918, il est élu à nouveau sénateur et, en 1921, il se met à la tête de la liste du mouvement Réaction républicaine qui avait pour programme d'opposer le libéralisme politique à la politique des oligarchies des États. 
Il est membre de la franc-maçonnerie.
Il meurt en 1924, à Rio de Janeiro, éloigné de la vie politique.